# Кристін (Техас)
Кристін (англ. Christine) — місто (англ. town) в США, в окрузі Атаскоса штату Техас. Населення — 337 осіб (2020).

## Географія
Кристін розташований за координатами 28°47′11″ пн. ш. 98°29′52″ зх. д. / 28.78639° пн. ш. 98.49778° зх. д. (28.786322, -98.497799).  За даними Бюро перепису населення США в 2010 році місто мало площу 4,57 км², уся площа — суходіл.

## Демографія
Згідно з переписом 2010 року, у місті мешкало 390 осіб у 128 домогосподарствах у складі 106 родин. Густота населення становила 85 осіб/км².  Було 168 помешкань (37/км²).
Расовий склад населення:
| - 89,2 % — білих - 0,3 % — азіатів - 9,2 % — осіб інших рас |

До двох чи більше рас належало 1,3 %. Частка іспаномовних становила 74,4 % від усіх жителів.
За віковим діапазоном населення розподілялося таким чином: 27,2 % — особи молодші 18 років, 63,6 % — особи у віці 18—64 років, 9,2 % — особи у віці 65 років та старші. Медіана віку мешканця становила 35,3 року. На 100 осіб жіночої статі у місті припадало 110,8 чоловіків;  на 100 жінок у віці від 18 років та старших — 101,4 чоловіків також старших 18 років.
Середній дохід на одне домашнє господарство  становив 55 023 долари США (медіана — 41 071), а середній дохід на одну сім'ю — 60 489 доларів (медіана — 44 167). Медіана доходів становила 41 875 доларів для чоловіків та 28 333 долари для жінок. За межею бідності перебувало 21,2 % осіб, у тому числі 27,8 % дітей у віці до 18 років та 20,0 % осіб у віці 65 років та старших.
Цивільне працевлаштоване населення становило 149 осіб. Основні галузі зайнятості: освіта, охорона здоров'я та соціальна допомога — 24,8 %, мистецтво, розваги та відпочинок — 13,4 %, сільське господарство, лісництво, риболовля — 12,1 %.